# Razvoj novih proizvoda
Termin razvoj novih proizvoda u poslovanju se koristi za opisivanje procesa kojim poduzeće lansira novi proizvod ili uslugu na tržište. Za konačni uspjeh nekog proizvoda (tj. njegove politike proizvoda) važno je da se usporedno s njegovim tehničkim razvojem razvija i marketing (istraživanja i analize) koji prati taj proizvod.

## Vrste novih proizvoda
Pojam novi proizvod je dosta širok iako se to u prvi mah ne čini baš tako. Uvriježeno je mišljenje da je novi proizvod samo proizvod koji predstavlja nešto revolucionarno, nešto što još ne postoji na tržištu. Međutim, takav proizvod je samo jedan tip novih proizvoda. Razlikujemo 6 vrsta novih proizvoda, s obzirom na to koliko je on nov za tržište, ali i za poduzeće.
1. potpuno novi proizvod (Completely New)
  - proizvod koji se razvija prema tržištu, nov je za tržište, ali i za poduzeće
2. linija novih proizvoda (New Product Lines)
  - omogućuje poduzeću da izađe na nova tržišta
3. nadopuna linije (Line Extensions)
4. poboljšanja proizvoda (Changes to Augmented Products)
5. repozicionirani proizvod (Repositionings)
  - proizvod s minimalnim promjenama, ali usmjeren na potpuno novi ciljni segment
6. proizvod proizveden s manjim troškovima (Core Product Revision)

## Stjecanje novih proizvoda
Neko trgovačko društvo može na više načina dolaziti do novih proizvoda. Taj način uvelike ovisi o stupnju razvoja države i gospodarstva koji u konačnici rezultiraju financijskim sredstvima koja su na raspolaganju poduzećima za stjecanje novih proizvoda. Nekoliko je načina stjecanja novih proizvoda :
1. kupovinom poduzeća, a samim time i proizvoda tog poduzeća
2. kupovinom patenata
3. kupovinom licence ili franšize
4. razvojem novih proizvoda

Najvrijedniji put je svakako razvoj novih proizvoda, ali si takav put ne mogu priuštiti sva poduzeća jer se uz takav način stjecanja novih proizvoda veže veliki iznos financijskih sredstava. Financijska stabilnost je preduvjet takvom razvoju jer se razvoj kvalitetnih novih proizvoda može protegnuti na duži period i njegov pay-back period (period kad će proizvod vratiti uložena sredstva) je veći od ovih ostalih alternativa.

## Očekivanja od novih proizvoda
Razvoj novih proizvoda je rizičan potez i često se smatra hrabrim korakom u poslovanju tvrtke. Zbog toga poduzeća koja ulaze u razvojni proces imaju određena očekivanja od tog proizvoda u budućnosti.
- da ih proizvod učini inovatorskim poduzećem
- da pomoću novog proizvoda obrane tržišni udio
- da osvoje nova tržišta
- da iskoriste tehnologiju na nov način

## Organiziranje procesa razvoja
Organiziranje procesa razvoja je stvar svakog poduzeća i njegovih mogućnosti i sposobnosti. Međutim, kroz teoriju i praksu iskristalizirala su se 4 načina organizacije :
1. direktni razvoj
  - voditelj proizvoda (Product manager) je zadužen za razvoj od ideje do lansiranja
2. povjerenstva ili komisije
  - na čelu je kompetentan stručnjak koji bi trebao imati marketinška i financijska znanja
3. odjeli za nove proizvode
  - većinom prisutni u velikim poduzećima koja posjeduju kadrove koji se bave isključivo razvojem i imaju direktora koji je odgovoran višim instancama u poduzeću
4. poduzetnički timovi za razvoj novih proizvoda